# Diritti LGBT in Etiopia
I diritti LGBT in Etiopia sono inesistenti. Sia l'omosessualità maschile che quella femminile è illegale nel paese. Secondo il Pew Global Attitudes Project del 2007, il 97% dei residenti in Etiopia ritiene che l'omosessualità sia uno stile di vita che la società non dovrebbe accettare (questo è il secondo più alto tasso di non accettazione nei 45 paesi esaminati).

## Legge sull'omosessualità
Ai sensi dell'articolo 629 del codice penale, l'attività sessuale tra uomini e donne di entrambi i sessi è illegale in Etiopia. "Chiunque compia con un'altra persona dello stesso sesso un atto omosessuale, o qualsiasi altro atto indecente, è punito ...". Secondo l'articolo 630, la pena è un periodo di reclusione per non meno di un anno, o, in altri casi, una reclusione non superiore a quindici anni. Nella legge etiopica, la formulazione del codice penale considera un atto omosessuale come un atto di aggressione nei confronti di una vittima. Di conseguenza, l'offesa dell'aggressore è considerata aggravata, quando si traduce nel suicidio della vittima per ragioni di "vergogna, angoscia o disperazione".
Il dott. Seyoum Antoniyos, presidente di United for Life e attivista influente, ha organizzato una conferenza nazionale nel 2013 a cui hanno partecipato politici e leader religiosi. Sostiene che l'omosessualità è il risultato di un "profondo problema psicologico", spesso causato da abusi o da qualche forma di "crisi sociale".
Nel dicembre 2008, una decina di personalità religiose etiopiche (tra cui il leader dei musulmani etiopi e i capi delle chiese ortodossa, protestante e cattolica) hanno adottato una risoluzione contro l'omosessualità, esortando i legislatori etiopici a sostenere il divieto di attività omosessuale nella costituzione. Tra questi l'arcivescovo etiope cattolico Berhaneyesus Demerew Souraphiel.
Hanno anche ritenuto l'omosessualità responsabile dell'aumento degli attacchi sessuali su bambini e giovani uomini. Abune Paulos, il patriarca della Chiesa ortodossa etiopica di Tewahedo, ha dichiarato: "Questo è qualcosa di molto strano in Etiopia, la terra della Bibbia lo condanna con forza, perché le persone devono comportarsi in questo modo devono essere stupide, stupide come gli animali. Condanniamo fermamente questo comportamento: loro (gli omosessuali) devono essere disciplinati e le loro azioni discriminate, a loro deve essere data una lezione ".

## Condizioni Sociali
La relazione sui diritti umani del Dipartimento di Stato degli Stati Uniti del 2011 ha rilevato che:
Sono stati segnalati casi di violenza contro individui lesbiche, gay, bisessuali e transgender (LGBT); tuttavia, le segnalazioni erano limitate a causa di timori di retribuzione, discriminazione o stigmatizzazione. Le persone non si sono identificate come persone LGBT a causa di una grave stigmatizzazione della società e dell'illegalità delle attività sessuali consensuali tra persone dello stesso sesso. Ai primi di dicembre [,] i leader religiosi cristiani e musulmani hanno tentato di far deragliare un seminario sulla salute sessuale rivolto agli uomini che hanno rapporti sessuali con altri uomini. Il governo è intervenuto e il seminario è andato avanti, anche se in un altro luogo. Il Centro Risorse dell'AIDS ad Addis Abeba ha riferito che la maggior parte dei partecipanti gay e lesbiche autoidentificati, la maggior parte dei quali era di sesso maschile, ha richiesto assistenza nel cambiare il proprio comportamento per evitare discriminazioni. Molti uomini gay hanno riferito di ansia, confusione, crisi di identità, depressione, auto-ostracismo, conflitti religiosi e tentativi di suicidio.

## Storia dell'omosessualità in Etiopia
Viaggiando in Etiopia negli anni '20, Bieber riscontrò "l'Uranismo" tra gli abitanti del semitico Harari e notò che "la sodomia non è estranea agli Harari e, anche se non così comunemente, si verificava anche tra l'Oromo e il Somalo". Notò anche la masturbazione reciproca di entrambi i sessi, di tutte le età e tra i popoli, e specificò che tra gli Harari "l'Uranismo" era praticato spesso tra uomini adulti come tra uomini e ragazzi. Più recentemente, Gamst ha riferito di relazioni omosessuali tra i pastori del Qushant di lingua cuscitica (Kemant) dell'Etiopia centrale.
Tra i contadini dell'Amhara, Messing trovò (meglio accettati) i travestiti maschili, considerati "errori di Dio". Wändarwäräd (letteralmente "maschio-femmina") era una persona caratteristiche sessuali maschili visibili, ma la cui struttura era comunemente ritenuta difettosa.
Tra i maschi del sud dell'Etiopia Donald Donham ha documentato "una piccola minoranza [di uomini] incrociata ai ruoli femminili". Chiamati ashtime, erano maschi vestiti come donne, svolgevano compiti femminili, si prendevano cura delle loro case e apparentemente avevano relazioni sessuali con uomini.

## Sondaggi
L'atteggiamento tradizionale attorno al sesso e alla sessualità rimane prevalente in Etiopia, con molti etiopi che ritengono che l'omosessualità sia una scelta e non innata. Le argomentazioni sono che è un'importazione dall'Occidente e che la società etiopica non dovrebbe accettarla come un orientamento legittimo. Un sondaggio di Pew Global Attitudes del 2007 ha rilevato che il 97% dei residenti etiopi afferma che l'omosessualità dovrebbe essere respinta dalla società. Questa era la seconda percentuale più alta tra i paesi esaminati, superata solo dal Mali.

## Tabella riassuntiva
| Attività e relazioni sessuali legali                         | (punibile fino a 15 anni di carcere)                                        |
| Parità dell'età di consenso                                  | No                                                                          |
| Leggi anti-discriminazione sul lavoro                        | No                                                                          |
| Leggi anti-discriminazione nella fornitura di beni e servizi | No                                                                          |
| Leggi anti-discriminazione in tutti gli altri settori        | No                                                                          |
| Matrimonio egualitario                                       | No                                                                          |
| Unione civile                                                | No                                                                          |
| Adozione                                                     | No                                                                          |
| Autorizzazione a prestare servizio nelle forze armate        | No                                                                          |
| Diritto di cambiare legalmente sesso                         | No                                                                          |
| Accesso alla fecondazione assistita per le coppie lesbiche   | si                                                                          |
| Surrogazione di maternità                                    | (Illegale per tutte le coppie indipendentemente dall'orientamento sessuale) |
| Permessa la donazione di sangue per le persone omosessuali   | No                                                                          |